# Château de Hoensbroek
Le château de Hoensbroek (en néerlandais, Kasteel Hoensbroek et en limbourgeois, Gebrookhoes) est un château situé à Hoensbroek, dans la province de Limbourg. La plus ancienne partie du château, en particulier la haute tour ronde, date d'environ 1360.  Il fut un fief important au Moyen Âge pour le Duché de Brabant. La famille de Hoensbroek compte dans son histoire familiale des personnalités importantes telles que François-Henri de Hoensbroeck et César-Constantin-François de Hoensbroeck.

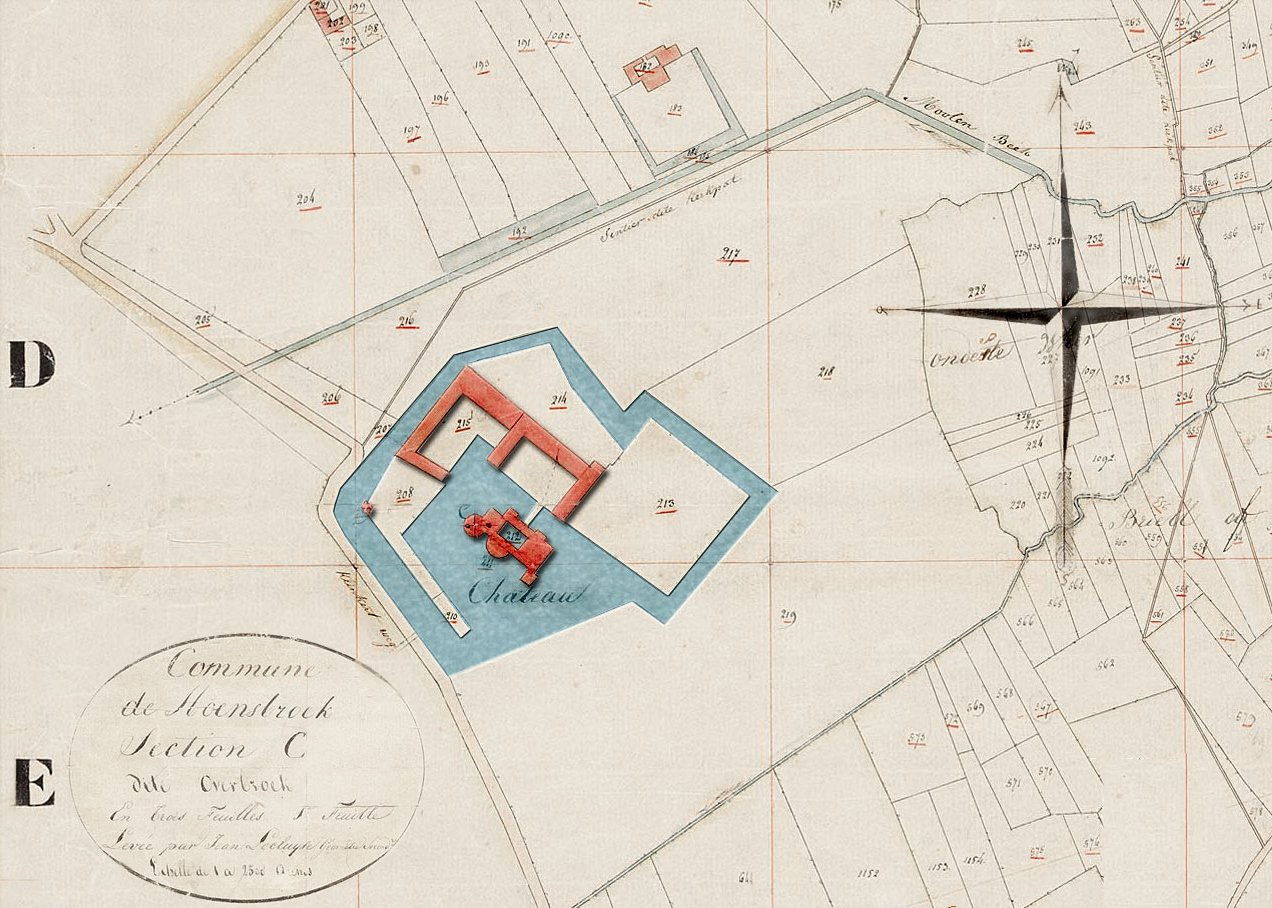
Plan du château vers 1823.